# Nieuw-Apostolische Kerk (Leeuwarden)
De Nieuw-Apostolische Kerk is een kerkgebouw in de Nederlandse stad Leeuwarden.
De kerk van de Nieuw-Apostolische Kerk werd in 1933 gebouwd door J.S. Tiemstra naar ontwerp van architect J.W.H. Reyner Jz uit Nijmegen. De Hersteld Apostolische Gemeente had in de periode 1908-1933 een kerkgebouw aan de 6e Vegelindwarsstraat 2 (gesloopt in 2003).
In 1975 werd de kerk aan de Emmakade gerenoveerd. De glas-in-loodramen in de westgevel van de kerkzaal werden boven de nieuwe ingang geplaatst.
Het orgel uit 1933 werd gemaakt door Firma J. de Koff voor de Leeuwenberghkerk in Utrecht. Het werd in 1952 overgeplaatst.
Het kerkgebouw in kubistische stijl is sinds 2010 een gemeentelijk monument (nr. 73).